# تشاو كواي لام
تشاو كواي لام (بالملايوية: Chow Kwai Lam)‏ هو لاعب كرة قدم ومدرب كرة قدم ماليزي في مركز الوسط، ولد في 26 أغسطس 1942 في ماليزيا، وتوفي في 16 يوليو 2018 في أمفغ جايا في ماليزيا. شارك مع منتخب ماليزيا لكرة القدم. أما مع النوادي، فقد لعب مع نادي سلاغور.